# Felix Genn
Felix Genn (Burgbrohl, 6 maart 1950) is een Duits geestelijke en bisschop van de Rooms-Katholieke Kerk.
Na zijn wijding tot priester in 1976 werd Genn aangesteld tot kapelaan in Bad Kreuznach. Daarna was hij werkzaam als (vice)rector, spirituaal en docent aan verschillende priesteropleidingen.
In 1999 werd Genn benoemd tot hulpbisschop van Trier en tevens titulair bisschop van Uzalis. In 2003 volgde de benoeming tot suffragane bisschop van Essen. In 2008 werd hij ten slotte bisschop van Bisdom Münster.